# Угамия
Уга́мия (лат. Ugamia) — монотипный род двудольных растений семейства Астровые (Asteraceae), включающий вид Угамия ангре́нская (Ugamia angrenica (Krasch.) Tzvelev).
Единственный вид рода был первоначально описан Ипполитом Михайловичем Крашенинниковым под названием Cancrinia angrenica (Канкриния ангренская).
Своё название род получил по Угамскому хребту, в районе которого и была найдена угамия ангренская.

## Распространение и среда обитания
Единственный вид известен из Тянь-Шаня, где произрастает на территории Чаткальского, Пскемского и Угамского хребтов, расположенных на территории Узбекистана, Казахстана и Киргизии.
Встречаются на каменистых и щебнистых склонах, на гравийных пластах.

## Общая характеристика
Покрытые волосками полукустарники.
Соцветия-корзинки одиночные, дискообразные, с обоеполыми цветками с жёлтым венчиком.
Плод — обратноконическая семянка, околоплодник опушённый.
Очень близки представителям рода Trichanthemis.

## Синонимы
- Cancrinia angrenica Krasch., 1929basionym
- Ugamia trichanthemoides Pavlov, 1950typus